# Craspedolobium
Craspedolobium es un género  de planta perenne arbustiva y trepadora perteneciente a la familia Fabaceae. Es originaria de Birmania y China en Guizhou, Sichuan y Yunnan.  Comprende 2  especies descritas y  aceptadas.

## Taxonomía
El género fue descrito por Hermann Harms y publicado en Repert. Spec. Nov. Regni Veg. 17: 135. 1921.

## Especies aceptadas
A continuación se brinda un listado de las especies del género Craspedolobium aceptadas hasta julio de 2014, ordenadas alfabéticamente. Para cada una se indica el nombre binomial seguido del autor, abreviado según las convenciones y usos.
- Craspedolobium schochii Harms
- Craspedolobium unijugum (Gagnep.) Z. Wei & Pedley